# Pterolophia aequabilis
Pterolophia aequabilis là một loài bọ cánh cứng trong họ Cerambycidae.